# Hoornsemeer (meer)
Het Hoornsemeer is een recreatiemeer ten zuiden van de stad Groningen. Het meer ligt op ca. 5 km afstand van het centrum van de stad. De naam van het meer wordt soms aan elkaar (Hoornsemeer) en soms los geschreven (Hoornse Meer); beide spellingen zijn juist.
Het meer is ontstaan door het wegzuigen van de zandlaag die onder een veenpakket ligt. Het gewonnen zand werd gebruikt voor de aanleg van de A7 en voor de aanleg van de wijk Corpus den Hoorn-Zuid tussen 1973 en 1981. Het Hoornsemeer is eigenlijk een uitbreiding van het reeds bestaande Paterswoldsemeer.
In 1981 werd het laatste stuk grond dat het Hoornsemeer van het Paterswoldsemeer scheidde afgegraven. In het jaar daarna werd het meer officieel geopend als een recreatiemeer. Het meer wordt beheerd door het Meerschap Paterswolde en qua peilbeheer door waterschap Noorderzijlvest. Het peil is -0,93 m t.o.v. NAP.
Het openbaar toegankelijk maken van de oevers van het nieuwe meer (Hoornse- en Paterswoldsemeer) kreeg aanvankelijk heftig protest van de verblijfsrecreanten. Zij maakten zich zorgen over de massarecreanten die geluidsoverlast en vervuiling zouden meebrengen en een aantasting zouden vormen voor hun privacy en rust. Na uitgebreid overleg kregen zij uiteindelijk andere kavels aangeboden.
In de zomer is het Hoornsemeer geliefd bij de stadjers en andere recreanten uit de omgeving. In de herfst en de winter is het meer de verblijfplaats van verschillende trekvogels en eenden.
De wijk Hoornse Meer is naar het meer genoemd.

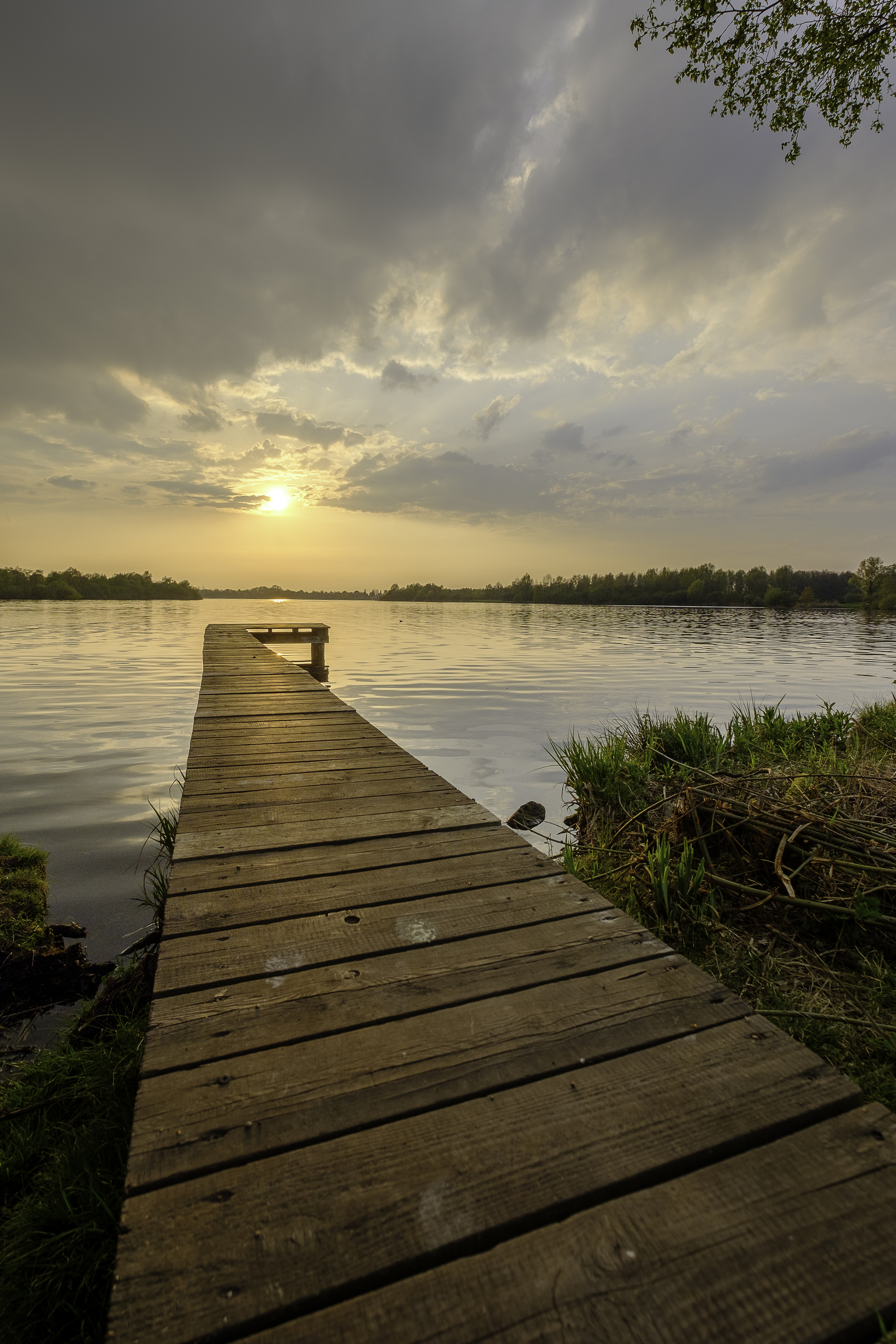
Een van de steigers aan oostzijde van het meer